# گادمنچستر، کبک
گادمنچستر (به فرانسوی: Godmanchester) بخشی در منطقه شهری لو او-سن-لوران ناحیه مونترژی در استان کبک کانادا است. در سرشماری سال ۲۰۱۱ این بخش ۱٬۵۱۲ نفر جمعیت داشته‌است و مساحت آن ۱۳۸٫۷۷ کیلومتر مربع است.